# Митино (Гороховецкий район)
Митино — деревня в Гороховецком районе Владимирской области России, входит в состав Денисовского сельского поселения.

## География
Деревня расположена в 13 км на северо-восток от центра поселения посёлка Пролетарский и в 20 км на запад от Гороховца на автодороге М-7 «Волга».

## История
В XIX — первой четверти XX века деревня входила в состав Олтушевской волости Вязниковского уезда. В 1859 году в деревне числилось 13 дворов, в 1905 году — 20 дворов, в 1926 году — 25 дворов.
С 1929 года деревня входила в состав Тархановского сельсовета Вязниковского района, с 1940 года — в составе Крутовского сельсовета, с 1965 года — в составе Гороховецкого района, с 2005 года — в составе Денисовского сельского поселения.

## Население
| 1859 | 1905 | 1926 | 2002 | 2010 | 2021 |
| ---- | ---- | ---- | ---- | ---- | ---- |
| 105  | ↗130 | ↗134 | ↘20  | ↘9   | ↗16  |